# Cristina Bicchieri
Cristina Bicchieri (Milano, 1950) è una filosofa italiana naturalizzata statunitense.

## Biografia
Bicchieri è docente di pensiero sociale ed etica comparata nei dipartimenti di filosofia e psicologia dell'Università della Pennsylvania, docente di studi giuridici alla Wharton School e direttrice del programma Master in Scienze delle decisioni comportamentali e del programma di filosofia, politica ed economia. Ha lavorato su problemi nella filosofia di scienze sociali, scelta razionale e teoria dei giochi. Più recentemente, il suo lavoro si è concentrato sulla natura e l'evoluzione delle norme sociali e sulla progettazione di esperimenti comportamentali per verificare in quali condizioni verranno seguite le norme. È leader nel campo dell'etica comportamentale ed è direttrice del Center for Social Norms and Behavioral Dynamics presso l'Università della Pennsylvania.
Bicchieri è nata a Milano; nel 1976 ha conseguito la laurea con lode in filosofia presso l'Università degli Studi di Milano e, nel 1984, il dottorato in filosofia della scienza presso l'Università di Cambridge. Prima di trasferirsi all'Università della Pennsylvania  ha insegnato nel programma di filosofia ed economia presso il Barnard College (Columbia University), nel dipartimento di Filosofia dell'Università di Notre Dame e nei dipartimenti di filosofia e scienze sociali e decisionali della Carnegie Mellon University.
È stata inoltre membro del comitato consultivo della School of Government dell'Università LUISS di Roma, dove insegna occasionalmente.
Bicchieri è consulente dell'UNICEF dal 2008 e ha fornito consulenza a varie ONG e altre organizzazioni internazionali sulle norme sociali e su come affrontarle nella lotta alle pratiche sociali negative. Il suo lavoro sulle norme sociali è stato adottato dall'UNICEF nelle campagne per eliminare le pratiche che violano i diritti umani.
È stata insignita come cavaliere Ordine al merito della Repubblica italiana nel 2007. Nel 2020 è stata eletta all'Accademia Cesarea Leopoldina. Nel 2021 è stata eletta come membro dell'American Academy of Arts and Sciences. È membro onorario del Wolfson College dell'Università di Cambridge.

## Lavoro filosofico
Bicchieri è nota soprattutto per il suo lavoro riguardante i fondamenti epistemici della teoria dei giochi e delle norme sociali. Il suo recente lavoro sperimentale rappresenta un importante contributo all'etica comportamentale, poiché mostra come diversi tipi di aspettative influenzano il comportamento pro-sociale. Il laboratorio di etica comportamentale da lei condotto è specializzato nello studio di norme sociali, euristiche morali, pregiudizi, divisione delle risorse, imbrogli, corruzione, misure di autonomia e la loro relazione con il cambiamento sociale.

### Norme sociali
Bicchieri ha sviluppato una nuova teoria delle norme sociali che sfida molti dei presupposti metodologici fondamentali delle scienze sociali. Sostiene infatti che l'enfasi che gli scienziati sociali pongono sulla deliberazione razionale oscura il fatto che molte scelte di successo avvengono anche se gli individui fanno le loro scelte senza molta deliberazione. Esplora in profondità le componenti più automatiche del coordinamento e propone un resoconto euristico del coordinamento che integra il resoconto deliberazionale più tradizionale. Secondo il suo resoconto euristico, gli individui si conformano a una norma sociale come risposta automatica a segnali che, nella loro situazione, focalizzano la loro attenzione su quella particolare norma. Una norma sociale viene analizzata come regola per scegliere in un gioco a motivazioni miste, come il dilemma del prigioniero, dove i membri di una popolazione preferiscono seguire una norma a condizione aspettandosi che un numero sufficiente di persone nella popolazione la seguano. Bicchieri applica questa descrizione delle norme sociali e della selezione euristica delle norme a una serie di importanti problemi nelle scienze sociali, tra cui la contrattazione, il dilemma del prigioniero e le norme subottimali basate sull'ignoranza pluralistica.
La sua ricerca più recente è sperimentale e mostra come le aspettative normative ed empiriche supportino il rispetto delle norme e come la manipolazione di tali aspettative possa cambiare radicalmente il comportamento. I suoi risultati sperimentali mostrano che la maggior parte dei soggetti hanno una preferenza condizionale nel seguire le norme pro-sociali.
La manipolazione delle loro aspettative provoca importanti cambiamenti comportamentali (vale a dire, da scelte giuste a scelte ingiuste, dalla cooperazione alla defezione). Afferma che non esistono cose come disposizioni stabili o preferenze incondizionate (essere onesti, ricambiare, cooperare e così via). Allo stesso modo, conclude che i politici che vogliono indurre comportamenti pro-sociali devono lavorare per cambiare le aspettative delle persone su come si comportano gli altri e su come gli altri pensano che ci si dovrebbe comportare in situazioni simili (cioè le aspettative empiriche e normative delle persone). Questi risultati hanno importanti conseguenze per la nostra comprensione del comportamento morale e per la costruzione di migliori teorie normative, basate su ciò che le persone possono effettivamente fare.

### Fondamenti epistemici della teoria dei giochi
Bicchieri ha aperto la strada al lavoro sui controfattuali e sulla revisione delle credenze nei giochi e sulle conseguenze dell'allentamento del presupposto della conoscenza comune.
I suoi contributi includono modelli assiomatici della teoria del gioco dei giocatori e la prova che, in un'ampia classe di giochi, la teoria del gioco di un giocatore è coerente solo se la conoscenza del giocatore è limitata.
Una conseguenza importante dell'assumere una conoscenza limitata è che essa consente soluzioni più intuitive a giochi familiari come il dilemma del prigioniero ripetutamente ripetuto o il paradosso della catena di negozi. Bicchieri ha anche ideato procedure meccaniche (algoritmi) che consentono ai giocatori di calcolare soluzioni per giochi con informazione perfetta e imperfetta. L'ideazione di tali procedure è particolarmente importante per le applicazioni dell'intelligenza artificiale, poiché gli agenti software interagenti devono essere programmati per giocare a una varietà di "giochi".

## Pubblicazioni
- Norms in the Wild: How to Diagnose, Measure and Change Social Norms (Oxford University Press, 2016)) ISBN 9780190622053
- The Grammar of Society: The Nature and Dynamics of Social Norms (Cambridge University Press, 2006)) ISBN 0-521-57490-0
- The Logic of Strategy (with Brian Skyrms and Richard Jeffrey) (Oxford University Press, 1999) ISBN 978-0-19-511715-8
- The Dynamics of Norms (with Brian Skyrms and Richard Jeffrey) (Cambridge University Press, 1997) ISBN 0-521-56062-4
- Rationality and Coordination (Cambridge University Press, 1993; Second edition, 1997) ISBN 0-521-57444-7
- Knowledge, Belief and Strategic Interaction (with Maria Luisa Dalla Chiara) (Cambridge University Press, 1992) ISBN 0-521-41674-4
- Ragioni per Credere, Ragioni per Fare: Convenzioni e Vincoli nel Metodo Scientifico (Feltrinelli, 1988) ISBN 9788807101007